# 詹姆斯·朱文纳尔
詹姆斯·朱文纳尔（英語：James Juvenal，1874年1月12日—1942年9月1日），美国男子赛艇运动员。他曾代表美国参加1900年和1904年夏季奥林匹克运动会赛艇比赛，获得一枚金牌和一枚银牌。